# Гранитова-Лавровская, Екатерина Геннадьевна
Екатерина Геннадьевна Гранитова-Лавровская (Екатерина Гранитова; род. 1966) — российский театральный режиссёр, драматург, преподаватель кафедры режиссуры драмы РАТИ-ГИТИС, декан режиссерского факультета ГИТИС.

## Биография
Екатерина Гранитова родилась 23 февраля 1966 года в Москве. Закончила в 1988 году Московский институт инженеров землеустройства по специальности гражданская архитектура. В 1997 окончила Режиссёрский факультет Российской академии театрального искусства — ГИТИС (мастерская профессора Леонида Ефимовича Хейфеца). С 1995 года преподаватель РАТИ-ГИТИС (мастерская О. Л. Кудряшова). Выпустила дипломный спектакль «Лисистрата». Работала на курсе РАТИ-ГИТИС в г.Сургут. Выпустила постановки в Консерватории Шамбери и Театре Вивант, Ренн (Франция).
В 1999—2002 годах ставит спектакли в Театре эстрады в Москве. В 2007 году работает в Русском театре (Таллин, Эстония). В 2005—2008 годах осуществляет постановки в Московском академическом театре им. Владимира Маяковского. Работает в телевизионных проектах. Впервые поставила на сцене прозу Л. Улицкой («Девочки», Московский театр эстрады), а в 2009 году выпустила первую в России постановку по прозе Алексея Иванова — по роману «Географ глобус пропил». Автор инсценировки, получившей название «История мамонта» — Екатерина Гранитова-Лавровская.
В 2009—2020 годах поставила спектакли в Театре на Малой Бронной, Театре EtCetera, Московском академическом театре им. Владимира Маяковского, Центральной Академии драмы (Пекин, КНР), театре «Красный Факел», Новосибирск, Государственном академическом русском драматическом театре Республики Башкортостан, Уфа, Театре им. Б.Лавренева, Севастополь, Российском академическом молодёжном театре (РАМТ), Москва, где она сделала инсценировку по киносценарию П.Луцыка и А.Саморядова «Северная Одиссея». Музыку к спектаклю написал Пётр Налич. В 2022 году поставила спектакль «Мурркулатура Гофмана» в Школе драматического искусства по своей инсценировке романа Э.Т.А. Гофмана «Житейские воззрения Кота Мурра вкупе с фрагментами биографии капельмейстера Иоганнеса Крейслера, случайно уцелевшими в макулатурных листах».
Супруг — Игорь Лавровский, дочь Марфа.

## Творчество

### Театральные постановки
- 1995 — «Лисистрата», Аристофан, дипломная работа, РАТИ-ГИТИС
- 1995 — Европейские и американские военные песни, Илиада, Гомер, РАТИ-ГИТИС
- 1996 — «Русские романсы», РАТИ-ГИТИС
- 1997 — «Ревизор» Н. В. Гоголя, музыка Г.Ауэрбаха, РАТИ-ГИТИС
- 1997 — Совместный проект РАТИ-ГИТИС и Консерватории Шамбери, Франция
- 1997 — «Гоголь и музыка», стаж для актеров, Театр Вивант, Ренн, Франция
- 1998 — «Амуры в снегу», Ю.Кима, Г.Ауэрбах, мюзикл по пьесе Д.Фонвизина «Бригадир», РАТИ-ГИТИС
- 1999 — «Ваня и Крокодил», К. И. Чуковского, музыка Г.Ауэрбаха, Московский театр эстрады
- 1999 — «Сказка о царе Салтане», А.Пушкин, театр Вивант, Ренн, Франция
- 2000 — «Папамамалогия», Г.Остера, Сургутский музыкально-драматический театр
- 2001 — «Ромео и Джульетта», Шекспира, Сургутский музыкально-драматический театр
- 2001 — «Чехов и музыка», стаж для актеров,Консерватория Шамбери, Франция
- 2001 — «Балда» А. С. Пушкина, опера А.Кулыгина, хор «Преображение» при Союзе Композиторов России
- 2001 — «Крест и воскрешение» А.Кулыгин, хор Гнесинского музыкального училища
- 2002 — «Девочки» Л.Улицкой, Московский театр Эстрады
- 2002 — «Не всё коту масленица», А. Н. Островского, Горномарийский драматический театр, Козьмодемьянск
- 2003 — «Марсово поле», музыкальный спектакль, фольклорный театр «Ветка», Москва
- 2004 — «Старлайт Экспресс», Э. Ллойд Уэббер, РАТИ-ГИТИС
- 2004 — «Кармина Бурана» К. Орф, РАТИ-ГИТИС
- 2005 — «Шестеро любимых», А. Н. Арбузова, Московский академический театр имени Вл. Маяковского
- 2006 — «Ай-лав-ю-ту» по пьесе М. Фрейна «Китайцы», антреприза
- 2006 — «Синяя борода — надежда женщин» Д.Лоэр, (педагог спектакля, постановка О. Л. Кудряшова) РАТИ-ГИТИС
- 2006 — «Чук-опера» опера по произведениям Чуковского, композиторы М. Славкин, И. Кадомцев, хор «Преображение» при союзе Композиторов России
- 2007 — «Амуры в снегу», Ю.Ким, Г.Ауэрбах, мюзикл по пьесе Д.Фонвизина «Бригадир» (Таллинский русский театр, Эстония)
- 2008 — «Амуры в снегу», Ю.Ким, Г.Ауэрбах, мюзикл по пьесе Д.Фонвизина «Бригадир» (Московский академический театр имени Вл. Маяковского)
- 2009 — «История мамонта», Е. Гранитова-Лавровская по роману А. Иванова «Географ глобус пропил» (РАТИ-ГИТИС)[1]
- 2010 — «Надежда, вера и любовь. Музыка войны», Е. Гранитова-Лавровская. (Et Cetera)[2][3]
- 2011 — «Ваня и Крокодил», К.Чуковского, музыка Г. Ауэрбаха (Et Cetera)
- 2012 — «Chekhov's Night», два водевиля А.П. Чехова на английском языке, музей Ф.И. Шаляпина
- 2012 — «Дядюшкин сон», Ф.М. Достоевский (Московский академический театр имени Вл. Маяковского)
- 2012 — «Деревня Перемилово», студенческий спектакль РУТИ-ГИТИС по картинам художника Владимира Любарова
- 2012 — «Белка», по роману А. Кима, Московский драматический театр на Малой Бронной
- 2013 — «Три сестры», А.П. Чехов, Центральная Академия драмы, Пекин, КНР
- 2013 — «Сон в летнюю ночь», У.Шекспир, VII Летняя школа СТД
- 2014 — «Невольницы», А.Н. Островский, театр "Красный Факел", Новосибирск
- 2015 — Композиция по поэме Гомера «Одиссея», Молодёжный форум "Таврида", смена "Актёры и режиссёры театра и кино" совместно с Анной Трифоновой
- 2015 — «Северная одиссея», инсценировка Е.Г.Гранитовой-Лавровской по киносценарию П.Луцыка и А.Саморядова, Российский академический молодёжный театр (РАМТ), Москва
- 2016 — «Невольницы», А.Н. Островский, Государственный академический русский драматический театр Республики Башкортостан, Уфа
- 2016 — «Три сестры», А.П. Чехов, Театр им. Б.Лавренёва, Севастополь
- 2017 — «Подросток», Ф.М. Достоевский, студенческий спектакль РИТИ-ГИТИС
- 2017 — «Под холщовыми небесами», по произведениям А. Аверченко, Театр им. Б.Лавренёва, Севастополь
- 2017 — «Сон в летнюю ночь», Шекспир, Театр им. Б.Лавренёва, Севастополь
- 2018 — «Амуры в снегу», Ю.Ким, Г.Ауэрбах, мюзикл по пьесе Д.Фонвизина «Бригадир», Театр им. Б.Лавренёва, Севастополь
- 2019 — «Не всё коту масленница», А.Н.Островский, Театр им. Б.Лавренёва, Севастополь
- 2020 — «Быть!», прерывистая нить воспоминаний по военным воспоминаниям И.Смоктуновского. (Et Cetera)
- 2022 — «Мурркулатура Гофмана», по роману Э.Т.А. Гофмана «Житейские воззрения Кота Мурра вкупе с фрагментами биографии капельмейстера Иоганнеса Крейслера, случайно уцелевшими в макулатурных листах» в Школе драматического искусства.
- 2022 — мюзикл Г.Ауэрбаха «Собака на сене», по пьесе Лопе де Веги в Московском областном драматическом театре, г. Ногинск
- 2024 — «Человек летающий», инсценировка Е.Г.Гранитовой-Лавровской по рассказам Александра Грина и воспоминаниям о нём, Российский академический молодёжный театр (РАМТ), Москва
- 2024 — «Идеальный муж», по роману Оскара Уайлда в Школе драматического искусства.

### Телевизионные постановки
- 2005 — Адъютанты любви
- 2007 — Татьянин день
- 2009 — Обручальное кольцо
- 2010 — Всё к лучшему
- 2011 — Купидон
- 2011 — Дар
- 2014 — Когда его совсем не ждёшь

### Прочее
- 1996 — Презентация радио «Престиж», Москва
- 2013 — Проведение мастер-класса по актёрскому мастерству для актёров театров городов Сибири в рамках Сибирского театрального форума
- 2013 — Выпуск спектакля в VII Международной летней театральной школе СТД РФ
- 2014 — Мастер-класс по актёрскому мастерству, театральный форум "Юг России", Ростов-на-Дону
- 2015 — Мастер-класс по актёрскому мастерству, Молодёжный форум "Таврида", смена "Актёры и режиссёры театра и кино"
- 2019 — Мастер-класс по актёрскому мастерству и режиссуре, Летняя школа ГИТИСа в Сочи.
- 2019 — Мастер-класс по актёрскому мастерству, член жюри, Фестиваль национальных театров Кавказа "Южная сцена", Нальчик.
- 2021 — серия мастер-классов по режиссуре и актёрскому мастерству в Драматическом театре Бреста, Республика Беларусь
- 2023 — Мастер-класс по режиссуре школы ГИТИС, Республика Казахстан
- 2023 — Мастер-класс по режиссуре школы ГИТИС, Тунис

## Признание и награды
- Лучший спектакль 2007 года, Таллин, Эстония
- Стипендия имени Мейерхольда
- Лауреат театрального фестиваля в Анкаре, Турция
- Премия газеты «Московский комсомолец» за лучший студенческий спектакль, 2010 год
- Гран-при, Московский международный фестиваль студенческих и постдипломных спектаклей «Твой шанс» 2010 год, Москва
- Серебряный знак VII Международной летней театральной школы СТД РФ
- "Золотой грифон" 2017 года за лучший спектакль года - "Три сестры", А.Чехов в Театре им.Б.Лавренева, Севастополь
- Театральный фестиваль "ТОН", г. Севастополь, Лучший спектакль, 2017 год  "Под холщовыми небесами" по произведениям А.Аверченко в Театре им.Б.Лавренева
- Специальный приз жюри за изящество и гармоничность режиссёрского решения, V Всероссийский театральный форум-фестиваль "У золотых ворот", за спектакль "Под холщовыми небесами" по произведениям А.Аверченко в Театре им.Б.Лавренева, 2018 год, Владимир
- Театральный фестиваль "ТОН", г. Севастополь, Лучший актерский ансамбль, 2021 год "Амуры в снегу", Ю. Ким, Г. Ауэрбах в Театре им.Б.Лавренева
- Театральная премия газеты «Московский комсомолец» 2024. Лучший спектакль. Малая форма. "Человек летающий", РАМТ.